# Allmännyttigt bostadsföretag
Uppslagsordet "Allmännyttan" leder hit. Se även allmännyttig.
Ett allmännyttigt bostadsföretag är i Sverige oftast ett kommunalt aktiebolag (kollektivt benämnda "Allmännyttan") men kan också vara en stiftelse.
Med allmännyttigt bostadsaktiebolag avses, enligt lagen (2010:879) om allmännyttiga kommunala bostadsaktiebolag, ett aktiebolag som en kommun eller flera kommuner gemensamt har det bestämmande inflytandet över och som i allmännyttigt syfte
1. i sin verksamhet huvudsakligen förvaltar fastigheter i vilka bostadslägenheter upplåts med hyresrätt,
2. främjar bostadsförsörjningen i den eller de kommuner som är ägare till bolaget, och
3. erbjuder hyresgästerna möjlighet till boendeinflytande och inflytande i bolaget.

Ett allmännyttigt kommunalt bostadsaktiebolag ska bedriva verksamheten enligt affärsmässiga principer. Denna bestämmelse utgör ett undantag från självkostnadsprincipen och förbudet mot att driva verksamhet i vinstsyfte i kommunallagen.
Lagen begränsar möjligheten till värdeöverföringar från bolagen. Kommunen ska ha rätt till viss ersättning på tillskjutet kapital men värdeöverföringar får inte överstiga hälften av fjolårets vinst. Från denna begränsning finns undantag, bland annat för värdeöverföringar till vissa åtgärder inom ramen för kommunens bostadsförsörjningsansvar och för överskott från fastighetsförsäljningar som uppkommit under fjolåret.

## Allmännyttigt syfte
Det övergripande allmännyttiga syftet för ett kommunalt bostadsföretag är att främja bostadsförsörjningen i kommunen. I detta ingår exempelvis att tillgodose olika bostadsbehov, det vill säga inte enbart för grupper med särskilda behov eller som av olika skäl har en svag ställning på bostadsmarknaden, utan även att tillhandahålla ett varierat bostadsutbud av god kvalitet som kan attrahera olika hyresgäster.
I det allmännyttiga syfte som ett kommunalt bostadsföretag har ingår även ett samhällsansvar. Det kan handla om etiskt, miljömässigt och socialt ansvarstagande, ofta som ett bidrag till hållbar utveckling eller för att möta klimatutmaningen. Sådana åtgärder kan också förväntas stärka företagets varumärke och öka lönsamheten på lång sikt.

## Affärsmässiga principer
Bolagen ska bedriva verksamheten enligt affärsmässiga principer. Därmed görs ett undantag från kommunallagens självkostnadsprincip och från förbudet mot att driva företag i vinstsyfte. Syftet med bestämmelsen är att undvika risk för snedvridning av konkurrensen.
Affärsmässiga principer innebär att bolagen alltid ska utgå från vad som är långsiktigt bäst för bolaget som sådant, givet de begränsningar och förutsättningar som ligger i att de ska vara långsiktiga, seriösa fastighetsägare på hyresmarknaden inom ramen för de regler och normer som gäller för denna sektor.
Affärsmässiga principer innebär vidare att bolagen av sina ägare inte ska ges några särskilda fördelar som gynnar dem ekonomiskt i förhållande till privata konkurrenter. Relationen mellan kommunen och bolaget ska vara affärsmässig och ekonomierna åtskilda.
Kommunerna ska därför ställa motsvarande marknadsmässiga avkastningskrav på sina bostadsföretag som andra likartade aktörer, det vill säga som har ett långsiktigt perspektiv på sitt ägande. Ett marknadsmässigt avkastningskrav utgår alltid från den lokala marknadssituationen och varje företags egna förutsättningar. För aktörer med ett långsiktigt perspektiv är det också det långsiktiga resultatet och inte den kortsiktiga lönsamheten som står i fokus.
Om kommunen går i borgen för bolagets lån ska en avgift tas ut så att kapitalkostnaden sammantaget blir marknadsmässig. Om kommunen lånar ut medel till bolaget eller förmedlar lån ska räntan vara marknadsmässig. Kommunen får normalt inte skjuta till medel för att täcka underskott i verksamheten.
Kommunen kan inte kräva av sitt bostadsbolag att det vidtar åtgärder som inte är lönsamma för bolaget. Ansvaret för bostadsförsörjningen kan aldrig övergå från kommunen till bolaget.

## Stiftelser
Allmännyttiga bostadsföretag som är stiftelser förvaltar fastigheter i vilka bostadslägenheter upplåts med hyresrätt och bedriver verksamheten enligt en långsiktig självkostnadsprincip. För dessa företag finns ingen speciallagstiftning.

## Företag och bostadsbestånd
Vid årsskiftet 2008/2009 ägde de allmännyttiga kommunala bostadsföretagen cirka 889 700 lägenheter. Det finns cirka 300 kommunala bostadsföretag, varav flertalet är medlemmar i Sveriges Allmännytta (SABO).